# Lone Rock (Wisconsin)
Lone Rock es una villa ubicada en el condado de Richland en el estado estadounidense de Wisconsin. En el Censo de 2010 tenía una población de 888 habitantes y una densidad poblacional de 309,44 personas por km².

## Geografía
Lone Rock se encuentra ubicada en las coordenadas 43°11′11″N 90°12′4″O / 43.18639, -90.20111. Según la Oficina del Censo de los Estados Unidos, Lone Rock tiene una superficie total de 2.87 km², de la cual 2.87 km² corresponden a tierra firme y (0%) 0 km² es agua.

## Demografía
Según el censo de 2010, había 888 personas residiendo en Lone Rock. La densidad de población era de 309,44 hab./km². De los 888 habitantes, Lone Rock estaba compuesto por el 96.85% blancos, el 0.34% eran afroamericanos, el 0.56% eran amerindios, el 0.45% eran asiáticos, el 0% eran isleños del Pacífico, el 0.45% eran de otras razas y el 1.35% pertenecían a dos o más razas. Del total de la población el 1.91% eran hispanos o latinos de cualquier raza.